# Marathon van Milaan 2005
De Marathon van Milaan 2005 vond plaats op zondag 4 december 2005. Het was de zesde editie van deze marathon.
Bij de mannen won de Portugees Ornelas Helder in 2:09.59. Hij had een ruime minuut voorsprong op de Keniaanse wereldkampioen halve marathon Paul Kirui, die in 2:11.28 over de streep kwam. Bij de vrouwen zegevierde de Keniaanse Hellen Kimutai in 2:28.48.
In totaal finishten 4178 lopers de wedstrijd.

## Uitslagen
Mannen
| rang | naam                    | land | tijd    |
| ---- | ----------------------- | ---- | ------- |
| 1    | Ornelas Helder          | POR  | 2:09.59 |
| 2    | Paul Kirui              | KEN  | 2:11.28 |
| 3    | Giuliano Battocletti    | ITA  | 2:11.58 |
| 4    | Michael Rotich          | KEN  | 2:14.31 |
| 5    | Antonio Sousa           | POR  | 2:14.42 |
| 6    | Paulo Gomes             | POR  | 2:16.03 |
| 7    | Saaid Ribag             | MAR  | 2:16.26 |
| 8    | Medaksa Bedade          | ETH  | 2:16.39 |
| 9    | Frederick Cherono       | KEN  | 2:17.42 |
| 10   | Albert Kiplagat Matebor | KEN  | 2:18.04 |
| 11   | Festus Kioko            | KEN  | 2:18.30 |
| 12   | Antonino Liuzzo         | ITA  | 2:20.05 |
| 13   | Daniel Cheribo          | ITA  | 2:20.48 |
| 14   | Benjamin Kiprotich      | KEN  | 2:22.55 |
| 15   | Victor Gonzalo          | ESP  | 2:24.01 |

Vrouwen
| rang | naam               | land | tijd    |
| ---- | ------------------ | ---- | ------- |
| 1    | Hellen Kimutai     | KEN  | 2:28.48 |
| 2    | Angelica Sanchez   | MEX  | 2:33.51 |
| 3    | Rebecca Moore      | NZL  | 2:36.31 |
| 4    | Banuela Mrashani   | TAN  | 2:38.50 |
| 5    | Merima Denboba     | ETH  | 2:43.43 |
| 6    | Delelecha Bekele   | ETH  | 2:46.55 |
| 7    | Dorota Ustianowska | POL  | 2:47.33 |
| 8    | Anna Von Schenck   | SWE  | 2:48.00 |
| 9    | Anna Binasi        | ITA  | 2:49.50 |
| 10   | Tiziana Morra      | ITA  | 2:52.55 |

2000 ·
2001 ·
2002 ·
2003 ·
2004 ·
2005 ·
2006 ·
2007 ·
2008 ·
2009 ·
2010 ·
2011 ·
2012 ·
2013 ·
2014 ·
2015 ·
2016 ·
2017